# Euseius distinctus
Euseius distinctus är en spindeldjursart som beskrevs av Denmark och Matthysse 1981. Euseius distinctus ingår i släktet Euseius och familjen Phytoseiidae. Inga underarter finns listade i Catalogue of Life.